# داوولگا (خواجه‌لار)
داوولگا (به ترکی استانبولی: Davulga) یک منطقهٔ مسکونی در ترکیه است که در هوجالار واقع شده‌است.